# Rastro de Santa Cruz de Tenerife
El Rastro de Santa Cruz de Tenerife es un mercadillo que se celebra desde 1979 los domingos por la mañana en la ciudad de Santa Cruz de Tenerife (España).

Desde finales de los ochenta,el rastro/mercadillo se montaba entre las calles José Manuel Guimerà, Darias y Padrón, Leoncio Rodríguez, Avenida Buenos Aires y Plaza General Gutiérrez Mellado. Junto al Mercado de Nuestra Señora de África y la Rambla Azul y bajando hacia la Avenida 3 de Mayo.
A partir de marzo de 2025,su nueva ubicación será la de el parking anexo a la Avenida de La Constitución, más conocida como La Avenida Marítima.

## Historia
El Rastro original comenzó su andadura en el año 1979 en la conocida como Rambla de Las Tinajas, junto al Parque García Sanabria y al Hotel Mencey. La iniciativa surgió de unos vecinos del barrio de El Toscal y fue apoyada por los de Los Lavaderos. Sin embargo, al poco tiempo se plantearon problemas con el tráfico y se detectó el riesgo cierto de que se produjeran atropellos y accidentes. Por lo tanto se acordó trasladar el mercadillo a la Avenida de Anaga. Y fue tal el éxito de este emplazamiento que llegó a alcanzar la estación del antiguo Jet-foil.
En el año 1988 los puesteros empezaban a trasladarse a su ubicación más emblemática: La Recova de Santa Cruz de Tenerife, donde surgieron los conflictos de inmediato. La presidencia del Mercado Municipal se negaba a abrir sus puertas los domingos, pues refería  que El Rastro suponía una competencia desleal y criticaba la poca calidad de los productos que ofrecía, crítica que se ha demostrado que no es real, ya que en El Rastro se puede encontrar de todo a precios y calidades para todos los gustos. 
Sin embargo, poco a poco la situación cambió y la directiva, y sobre todo, los comerciantes del mercado, se mostraron favorables a la presencia de El Rastro.
El Rastro funciona como polo de atracción de clientes que acuden también al Mercado de Nuestra Señora de África.
Debido a la Pandemia de COVID-19, y tras 14 meses de inactividad, tuvo que trasladarse al parking anexo a la Avenida de La Constitución, hasta finales de octubre del 2022, cuando volvió a su ubicación más emblemática, junto a La Recova. Se tuvo que restringir la calle Bravo Murillo para respetar el descanso de los vecinos.
A finales de junio de 2024, el ayuntamiento también restringe la calle Francisco Bonnin, alegando que esta calle se encuentra alejada del núcleo, y se trasladan los puestos a la plaza General Gutiérrez Mellado.
En marzo de 2025, el Ayuntamiento de Santa Cruz de Tenerife decide reubicar  de nuevo El Rastro al aparcamiento anexo a la Avenida de la Constitución (Avenida Marítima).  
Esta decisión se justificó por motivos de seguridad, considerando seriamente el nivel de alerta antiterrorista vigente (nivel 4,5 según la legislación aplicable).  La Avenida Marítima se considera un emplazamiento más seguro y adecuado para la celebración de este evento dominical, tradicional y arraigado en la capital tinerfeña, al cumplir con los requisitos de seguridad necesarios.